# Ranunculus sphaerospermus
Ranunculus sphaerospermus Boiss. & Blanche – gatunek rośliny z rodziny jaskrowatych (Ranunculaceae Juss.). Występuje naturalnie we wschodniej części Europy Południowej, w Azji Zachodniej i Środkowej oraz w północno-wschodniej części Afryki. 

## Rozmieszczenie geograficzne
Rośnie naturalnie we wschodniej części Europy Południowej, w Azji Zachodniej i Środkowej oraz w północno-wschodniej części Afryki. Rośnie między innymi w Serbii, Albanii, Bułgarii, Grecji, Egipcie, Turcji, na Cyprze, Kaukazie, w Libanie, Izraelu, Iraku, Iranie, Nepalu, czy północnej części Indii. W Bułgarii gatunek ten ma bardzo ograniczony zasięg występowania. Występuje na Nizinie Górnotrackiej, w gminie Swilengrad, wzdłuż rzeki Marica. Został odnotowany także na wybrzeżu Morza Czarnego. Na Cyprze ma status gatunku autochtonicznego. Występuje na terenie całej wyspy oprócz jej zachodniej części, gór Kierinia i półwyspu Karpas. W Turcji rośnie w zachodniej i południowej części kraju. W Izraelu występuje powszechnie w Dolinie Kinaret, natomiast na Wzgórzach Golan i w Dolinie Hula jest spotykany bardzo rzadko. 

## Morfologia
PokrójRoślina jednoroczna, wodna. Łodyga jest naga i dorasta do 30–40 cm wysokości.
LiścieMierzą 5–10 cm długości. Podzielone są na włosowato cienkie odcinki, trójdzielne, przy czym łatka środkowa jest krótsza od bocznych.
KwiatyPojedyncze, rozwijają się w kątach pędów. Dorastają do 2–3 cm średnicy. Mają 5 owalnych działek kielicha, które dorastają do 2–5 mm długości. Pięć białych płatków o długości 4–12 mm (są dwa razy dłuższe od działek kielicha) ma kształt stożkowato odwrotnie owalny. Kwiaty osadzone są na szypułkach o długości 7–8 cm.
OwoceNagie niełupki o kulistym kształcie i długości 1 mm, z lekko zakrzywionym dzióbkiem.

## Biologia i ekologia
Rośliny tego gatunku występują na terenach nizinnych w rowach, stawach i na bagnach. Kwitną od kwietnia do lipca, natomiast owoce pojawiają się od lipca do września. 

## Ochrona
W bułgarskiej wersji Czerwonej księgi gatunków zagrożonych został zaliczony do kategorii gatunków krytycznie zagrożonych (Critically Endangered – CR). Jego siedliska odznaczają się dużą specyfiką. Jako główne zagrożenie wymieniono osuszanie podmokłych miejsc, które są naturalnym środowiskiem dla tego gatunku. Ma on niską zdolność reprodukcyjną i słabe zdolności do migracji. Jego populacje są zwykle niewielkie. Jego siedliska chronione bywają na obszarach Natura 2000.